# 長野県中学校一覧
長野県中学校一覧（ながのけんちゅうがっこういちらん）は、長野県の中学校、中等教育学校（前期課程）、義務教育学校（後期課程）および特別支援学校の一覧。

## 国立中学校
- 信州大学教育学部附属長野中学校
- 信州大学教育学部附属松本中学校

## 県立中学校
- 長野県屋代高等学校附属中学校
- 長野県諏訪清陵高等学校附属中学校

## 市町村・組合立中学校および市町村立義務教育学校

### 長野市
- 長野市立柳町中学校
- 長野市立櫻ヶ岡中学校
- 長野市立東部中学校
- 長野市立西部中学校
- 長野市立三陽中学校
- 長野市立北部中学校
- 長野市立裾花中学校
- 長野市立東北中学校
- 長野市立犀陵中学校
- 長野市立若穂中学校
- 長野市立川中島中学校
- 長野市立広徳中学校
- 長野市立更北中学校
- 長野市立篠ノ井西中学校
- 長野市立篠ノ井東中学校
- 長野市立松代中学校
- 長野市立豊野中学校
- 長野市立戸隠中学校
- 長野市立鬼無里中学校
- 長野市立大岡中学校
- 長野市立信州新町中学校
- 長野市立中条中学校
- 長野市立長野中学校（中高一貫）

### 松本市・東筑摩郡

#### 組合立
- 松本市山形村朝日村中学校組合立鉢盛中学校

#### 市立
- 松本市立清水中学校
- 松本市立鎌田中学校
- 松本市立丸ノ内中学校
- 松本市立旭町中学校
  - 桐分校
- 松本市立松島中学校
- 松本市立高綱中学校
- 松本市立菅野中学校
- 松本市立筑摩野中学校
- 松本市立山辺中学校
- 松本市立開成中学校
- 松本市立明善中学校
- 松本市立女鳥羽中学校
  - あさひ分校
- 松本市立信明中学校
- 松本市立会田中学校
- 松本市立梓川中学校
- 松本市立奈川中学校
- 松本市立安曇中学校
- 松本市立大野川中学校
- 松本市立波田中学校
  - 松原分校

#### 町村立
- 生坂村立生坂中学校
- 麻績村立筑北中学校
- 筑北村立聖南中学校

### 上田市・小県郡

#### 組合立
- 上田市長和町中学校組合立依田窪南部中学校

#### 市立
- 上田市立塩田中学校
- 上田市立第一中学校
- 上田市立第二中学校
- 上田市立第三中学校
- 上田市立第四中学校
  - 上田市立第四中学校原峠分室
- 上田市立第五中学校
- 上田市立第六中学校
- 上田市立丸子中学校
- 上田市立丸子北中学校
- 上田市立真田中学校
- 上田市立菅平中学校

#### 町村立
- 青木村立青木中学校

### 岡谷市
- 岡谷市立岡谷東部中学校
- 岡谷市立岡谷西部中学校
- 岡谷市立岡谷南部中学校
- 岡谷市立岡谷北部中学校

### 飯田市
- 飯田市立飯田西中学校
- 飯田市立飯田東中学校
- 飯田市立緑ヶ丘中学校
- 飯田市立旭ヶ丘中学校
- 飯田市立竜峡中学校
- 飯田市立竜東中学校
- 飯田市立鼎中学校
- 飯田市立高陵中学校
- 飯田市立遠山中学校

### 諏訪市
- 諏訪市立上諏訪中学校
- 諏訪市立諏訪中学校
- 諏訪市立諏訪西中学校
- 諏訪市立諏訪南中学校

### 須坂市
- 須坂市立常盤中学校
- 須坂市立相森中学校
- 須坂市立墨坂中学校
- 須坂市立東中学校

### 千曲市
- 千曲市立屋代中学校
- 千曲市立更埴西中学校
- 千曲市立埴生中学校
- 千曲市立戸倉上山田中学校

### 小諸市
- 小諸市立小諸東中学校
- 小諸市立芦原中学校

### 伊那市
- 伊那市立伊那中学校
- 伊那市立東部中学校
- 伊那市立西箕輪中学校
- 伊那市立春富中学校
- 伊那市立高遠中学校
- 伊那市立長谷中学校

### 駒ヶ根市
- 駒ヶ根市立赤穂中学校
- 駒ヶ根市立東中学校

### 中野市
- 中野市立南宮中学校
- 中野市立中野平中学校
- 中野市立高社中学校
- 中野市立豊田中学校

### 大町市
- 大町市立大町中学校
- 大町市立八坂小中学校（義務教育学校）
- 大町市立美麻小中学校（義務教育学校）

### 飯山市
- 飯山市立城南中学校
- 飯山市立城北中学校

### 茅野市
- 茅野市立永明中学校
- 茅野市立北部中学校
- 茅野市立長峰中学校
- 茅野市立東部中学校

### 塩尻市・上伊那郡

#### 組合立
- 塩尻市辰野町中学校組合立両小野中学校

#### 市立
- 塩尻市立丘中学校
- 塩尻市立広陵中学校
- 塩尻市立塩尻中学校
- 塩尻市立塩尻西部中学校
- 塩尻市立楢川小中学校（義務教育学校）

#### 町村立
- 辰野町立辰野中学校
- 箕輪町立箕輪中学校
- 飯島町立飯島中学校
- 南箕輪村立南箕輪中学校
- 中川村立中川中学校
- 宮田村立宮田中学校

### 佐久市
- 佐久市立浅間中学校
- 佐久市立野沢中学校
- 佐久市立中込中学校
- 佐久市立東中学校
- 佐久市立臼田中学校
- 佐久市立浅科中学校
- 佐久市立望月中学校

### 東御市
- 東御市立東部中学校
- 東御市立北御牧中学校

### 安曇野市
- 安曇野市立明科中学校
- 安曇野市立豊科北中学校
- 安曇野市立堀金中学校
- 安曇野市立豊科南中学校
- 安曇野市立穂高東中学校
- 安曇野市立穂高西中学校
- 安曇野市立三郷中学校

### 南佐久郡

#### 組合立
- 小海町北相木村南相木村中学校組合立小海中学校

#### 町村立
- 佐久穂町立佐久穂中学校
- 川上村立川上中学校
- 南牧村立南牧中学校

### 北佐久郡
- 軽井沢町立軽井沢中学校
- 御代田町立御代田中学校
- 立科町立立科中学校

### 諏訪郡
- 下諏訪町立下諏訪中学校
- 下諏訪町立下諏訪社中学校
- 富士見町立富士見中学校
- 原村立原中学校

### 下伊那郡
- 松川町立松川中学校
- 高森町立高森中学校
- 阿南町立阿南第一中学校
- 阿南町立阿南第二中学校
- 阿智村立阿智中学校
- 根羽村立根羽学園（義務教育学校）
- 下條村立下條中学校
- 売木村立売木中学校
- 天龍村立天龍中学校
- 泰阜村立泰阜中学校
- 喬木村立喬木中学校
- 豊丘村立豊丘中学校
- 大鹿村立大鹿中学校

### 木曽郡
- 上松町立上松中学校
- 南木曽町立南木曽中学校
- 木曽町立木曽町中学校
- 木曽町立日義中学校
- 木曽町立開田中学校
- 木祖村立木祖中学校
- 王滝村立王滝中学校
- 大桑村立大桑中学校

### 北安曇郡
- 池田町立高瀬中学校
- 松川村立松川中学校
- 白馬村立白馬中学校
- 小谷村立小谷中学校

### 埴科郡
- 坂城町立坂城中学校

### 上高井郡
- 小布施町立小布施中学校
- 高山村立高山中学校

### 下高井郡
- 木島平村立木島平中学校
- 野沢温泉村立野沢温泉中学校
- 山ノ内町立山ノ内中学校

### 上水内郡
- 信濃町立信濃小中学校（義務教育学校）
- 飯綱町立飯綱中学校
- 小川村立小川中学校

### 下水内郡
- 栄村立栄中学校

## 私立中学校および私立中等教育学校

### 長野市
- 長野日本大学中学校（中高一貫）
- 長野清泉女学院中学校（中高一貫）
- グリーン・ヒルズ中学校（小中一貫）
- 文化学園長野中学校（中高一貫）

### 松本市
- 才教学園中学校（小中一貫）
- 松本秀峰中等教育学校（完全中高一貫）
- 松本国際中学校（中高一貫）

### 佐久市
- 佐久長聖中学校（中高一貫）

### 北佐久郡
- 軽井沢風越学園（幼小中一貫）

### 下伊那郡
- どんぐり向方中学校（小中一貫）

## 中学校課程を有する特別支援学校
- 信州大学教育学部附属特別支援学校
- 長野県長野盲学校
- 長野県松本盲学校
- 長野県長野ろう学校
- 長野県松本ろう学校
- 長野県長野養護学校
- 長野県伊那養護学校
- 長野県松本養護学校
- 長野県上田養護学校
- 長野県飯田養護学校
- 長野県安曇養護学校
- 長野県小諸養護学校
- 長野県飯山養護学校
- 長野県諏訪養護学校
- 長野県木曽養護学校
- 長野県花田養護学校
- 長野県稲荷山養護学校
- 長野県若槻養護学校
- 長野県寿台養護学校
- 須坂市立須坂支援学校